# Бойові дії

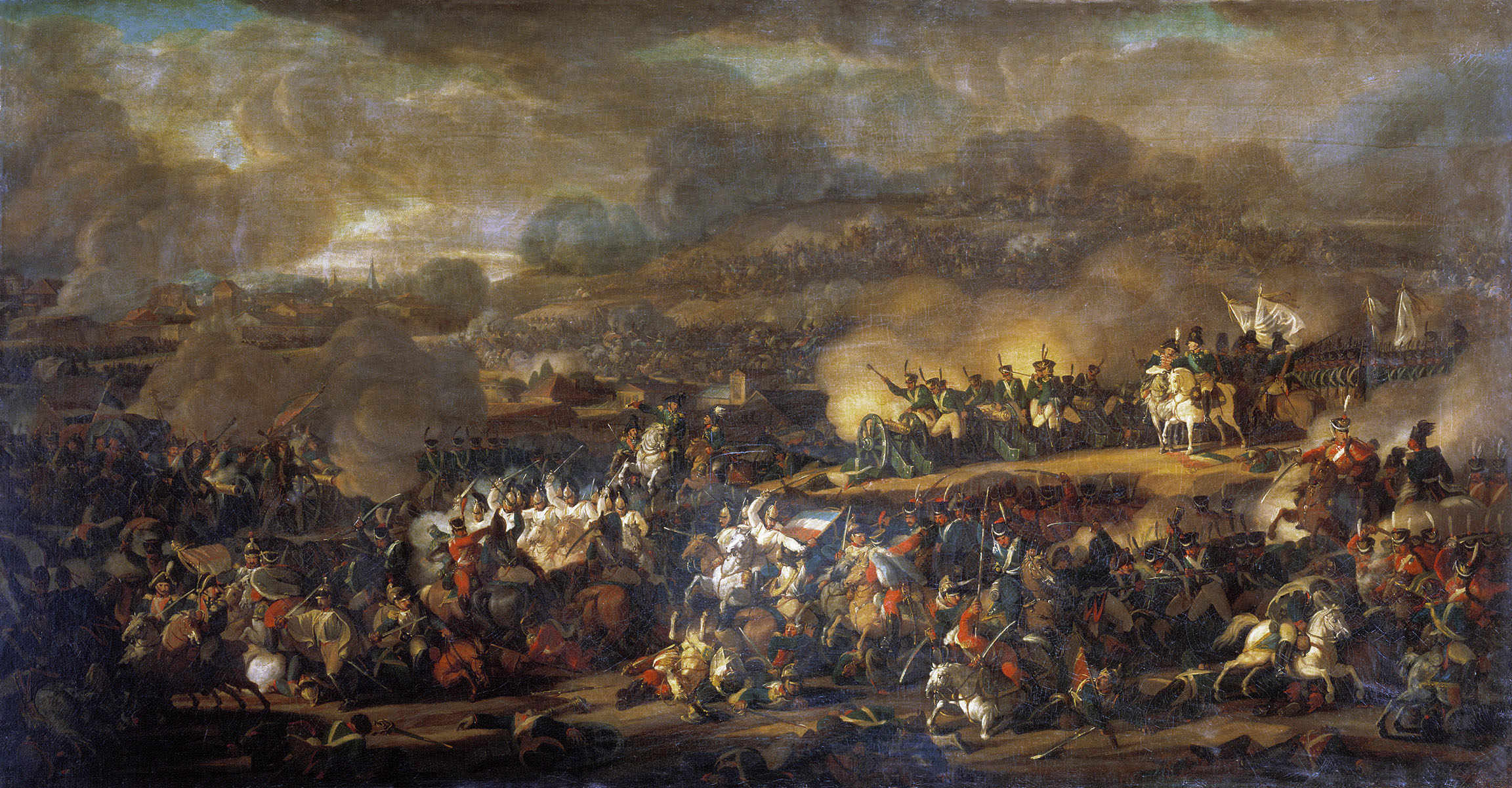
Битва народів
Битва на Вахаутських висотах В. Мошков (1815)

Бойові́ ді́ї — дії військ, авіації, флоту з метою знищення живої сили, бойової техніки і військових споруд противника, заволодіння територією, яку він обіймав, надання протидії наступу противника, відбиття його ударів й утримання захопленої своїми військами, території. Можуть бути оборонними, наступальними (контрнаступальними) чи агресивними (захоплення чужих територій). У разі агресивних бойових дій, ураженню можуть піддаватися цивільні та інфраструктурні споруди, а також мирні люди.

## Зміст
Бойові дії загальновійськових підрозділів й частин за сучасних умов, будуть мати винятково динамічний та рішучий характер. Це зумовлюється збільшеною бойовою потужністю, рухливістю і маневровістю військ, використанням високоточної зброї, насамперед ракетної, і навіть застосуванням зброї масового ураження та й інших новітніх засобів боротьби (знищення мобільного зв'язку, придушення телевізійних сигналів тощо).
Мотострілецькі, танкові і повітряно-десантні підрозділи, тісно взаємодіючи між собою, з артилерією і підрозділами інших родів військ, виконують основну роль щодо безпосереднього знищення противника. Їхні бойові дії ґрунтуються на швидкому і прихованому маневрі, умілому використанні власних і доданих вогневих засобів, результатів ядерних ударів, вогню артилерії і ударів авіації, а також майстерному застосуванні місцевості. Стрімкі та наполегливі бойові дії загальновійськовими підрозділами й частинами у наступі і стійкість в обороні, є запорукою успішного виконання завдань. Для ведення бойових дій підрозділи і окремі частини розгортаються в бойовий порядок.
На сучасному етапі розвитку  військової справи основними формами бойових дій є:
- операції
- битви
- систематичні (системні) дії
- бої
- удари

Термін бойові дії також вживається у вужчому значені, як форма оперативного застосування об'єднань та з'єднань окремих видів збройних сил, у межах операції (або між операціями) у складі об'єднання більшого розмаху.